# Östgötatrafiken
AB Östgötatrafiken ägs av Region Östergötland och ansvarar för bussar, spårvagnar, båtar, svävare och tåg i Östergötlands län. Antal resor som görs per år (2023) är cirka 30 miljoner, varav 20 miljoner med stadsbuss och spårvagn, samt 10 miljoner med tåg och landsbygdsbuss. 

## Ansvarsområde
Region Östergötland är regional kollektivtrafikmyndighet för Östergötlands län. Frågorna kring kollektivtrafik hanteras av trafik- och samhällsplaneringsnämnden på uppdrag av regionfullmäktige.
AB Östgötatrafiken har ansvaret att sköta den dagliga driften. Östgötatrafiken ansvarar också på myndighetens uppdrag bland annat för planering av trafiken, tidtabeller, marknadsföring och kundtjänst.

## Historik
- 1980 bildades Östgötatrafiken. Innan dess drevs länets linjer av olika trafikföretag, med egna tillstånd, tidtabeller och taxor.
- 1981 infördes ett gemensamt länskort, och tidtabellerna för länets buss- och spårvägstrafik började att samordnas.
- 1982 infördes gemensamma taxor och mekaniska biljettmaskiner.
- 1991 infördes de elektroniska period- och rabattkort som var i bruk fram till 2007.
- 1995 började Östgötatrafiken köra regionala pendeltåg. I och med detta öppnades de nedlagda stationerna i Linghem, Vikingstad och Mantorp för trafik igen.
- 2007 infördes ekonomiska incitament för att minska kontanthanteringen ombord på fordonen - dyrare biljetter vid köp ombord och en drastisk ökning av antalet försäljningsombud samt införande av SMS-biljetter.
- 2009 infördes stopp för kontanter ombord på tätortstrafikens bussar och spårvagnar i Linköping, Norrköping och Motala och åter därefter på alla länets bussar och spårvagnar.
- 2012 Aktiebolaget Östgötatrafiken blev helägt av Landstinget i Östergötland. Innan dess ägde landstinget 50 procent och länets kommuner 50 procent.
- 2013 började Östgötapendeln trafikera Skänninge och Motala.
- 2014 ersattes SMS-biljetten av möjligheten att kunna köpa biljetter i en app.[5]
- 2017 Införde man möjlighet att betala med Swish via appen för att göra det enklare att betala.[6]
- Inför sommaren 2018 bestämde regeringen att alla barn som efter sommaren skulle få i högstadiet eller gymnasiet skulle få åka kollektivtrafik helt gratis under sommaren. Då skickade Östgötatrafiken ut Sommarlovsbiljetten till alla berättigade.[7]
- 2020 Östgötatrafiken bytte ut sitt biljettsystem då avtalet med den gamla leverantören ATRON gick ut, istället blev man nu delägare i samma biljettsystem som används av bland annat Skånetrafiken (Region Skåne).

## Kollektivtrafik inom Östgötatrafiken
| Trafikslag           | Juridisk status | Spårinnehavare     | Trafik- huvudman                  | Operatör                                      | Biljetter                           | Energimatning | Maxhastighet           | Största tåglängd | Trafikstart |
| -------------------- | --------------- | ------------------ | --------------------------------- | --------------------------------------------- | ----------------------------------- | ------------- | ---------------------- | ---------------- | ----------- |
| Mälartåg             | Järnväg         | Trafikverket       | Mälardalstrafik                   | Transdev                                      | Mälardalstrafik / Östgötatrafiken   | 15 000 V AC   | 200 km/h               | 104,8+104,8 m    | 1991        |
| Krösatågen           | Järnväg         | Trafikverket       | Östgötatrafiken/Kalmar länstrafik | SJ                                            | Östgötatrafiken / Kalmar länstrafik | Diesel        | 120 km/h               | 56 m             | 1995        |
| Östgötapendeln       | Järnväg         | Trafikverket       | Östgötatrafiken                   | VR Sverige                                    | Östgötatrafiken                     | 15 000 V AC   | 160 km/h               | 74,3+74,3 m      | 1995        |
| Spårväg (Norrköping) | Spårväg         | Norrköpings kommun | Östgötatrafiken                   | Transdev                                      | Östgötatrafiken                     | 600-800 V DC  | 60 km/h (egen banvall) | 30 m             | 1904        |
| Regionbussar         | Buss            | -                  | Östgötatrafiken                   | Connect bus, Mohlins bussar, Nobina, Transdev | Östgötatrafiken                     | Diesel        | 100 km/h               | 15 m             |             |
| Stadsbussar          | Buss            | -                  | Östgötatrafiken                   | Connect bus, Mohlins bussar, Nobina, Transdev | Östgötatrafiken                     | Biogas El     | 100 km/h               | 18 m             |             |

## Tåg
Östgötatrafiken organiserar pendeltågtrafik inom länet.

### Norrköping–Mjölby–Motala/Tranås

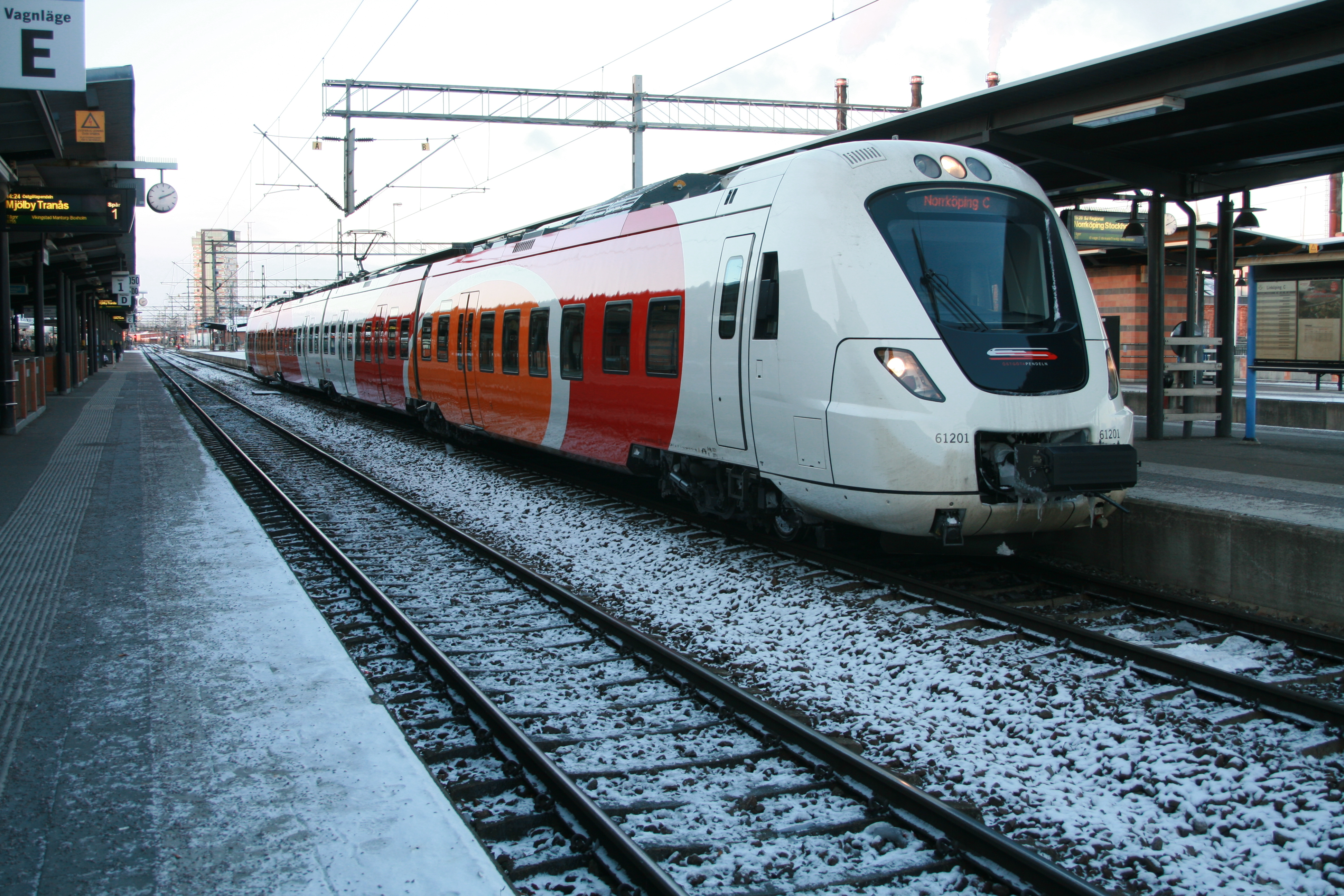
Pendeltåget Östgötapendeln.

Länstågssystemet Östgötapendeln går huvudsakligen på Södra stambanan med täta turer mellan Motala och Norrköping. En del turer morgon och eftermiddag går direkt mellan Norrköping och Tranås, majoriteten av resenärer till eller från Tranås till Norrköping sker med byte i Mjölby. Ingen direktlinje finns mellan Tranås och Motala. 
Sedan den 8 april 2013 körs Östgötapendeln till Skänninge och Motala via Mjölby. 

### Linköping–Norrköping–Kolmården
Sedan den 19 april 2022 finns möjlighet att resa med Mälartåg på sträckan Linköping–Norrköping–Kolmårdens station med Östgötatrafikens färdbevis (ej kulturbiljett).

### Linköping–Kalmar/Västervik

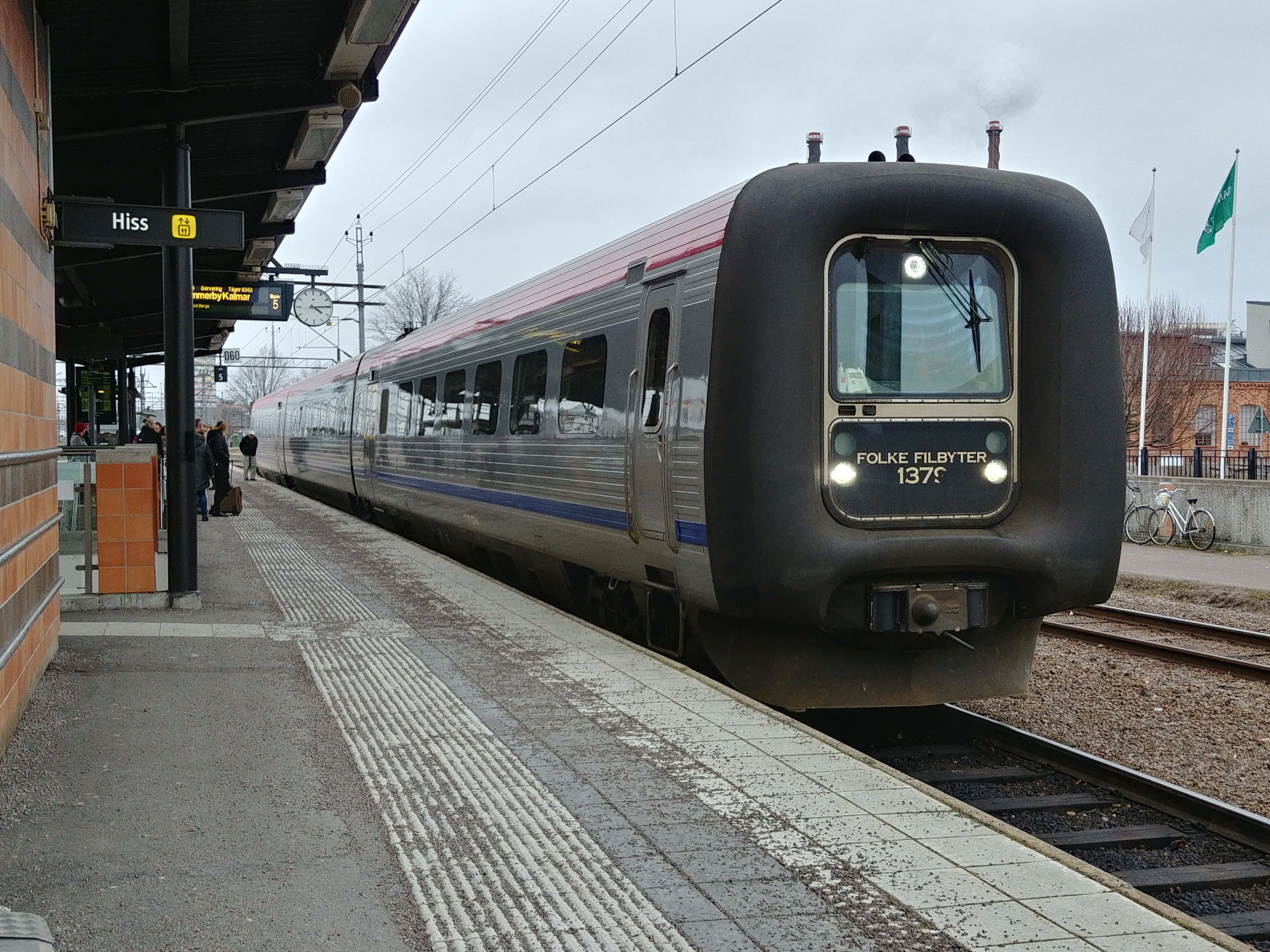
Motorvagn som trafikerar Stångådalsbanan.

Trafikkonceptet Krösatågen, tidigare Kustpilen, körs av SJ på uppdrag av Östgötatrafiken och Kalmar länstrafik. Det är dieselmotorvagnar Linköping–Kalmar på Stångådalsbanan och Linköping-Västervik på Tjustbanan. Vid resa inom Östergötlands län på dessa järnvägar gäller Östgötatrafikens färdbevis.
| Tabell | Sträcka |
| 53     | (Gävle - Borlänge - Örebro - Hallsberg -) Motala C - Mjölby                                                                     |
| 82     | Norrköping C - Kimstad - Linghem - Linköping C - Vikingstad - Mantorp - Mjölby - Skänninge - Motala / Mjölby - Boxholm - Tranås |
| 83     | Linköping C - Tannefors - Basthagen - Åtvidaberg - Falerum (- Västervik)                                                        |
| 84     | Linköping C - Tannefors - Rimforsa - Kisa (- Vimmerby - Berga - Kalmar)                                                         |

## Spårvagnar

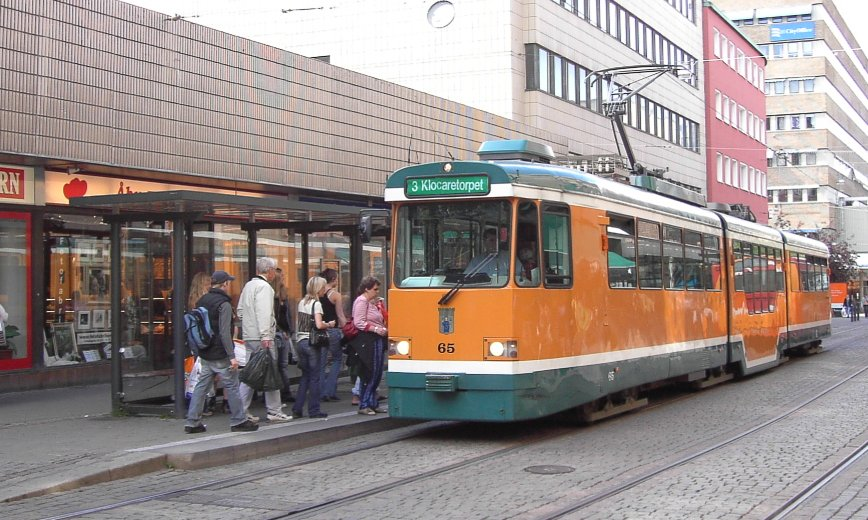
Spårvagn i Norrköping

Östgötatrafiken ansvarar för kollektivtrafik med spårvagn i Norrköping. Staden har två spårvägslinjer.
| Linje | Sträcka |
| 1     | Museilinje som sommartid trafikeras av Svenska Spårvägssällskapet. I folkmun Gamla ettan.                      |
| 2     | Fridvalla - Resecentrum - Rådhuset - Östra Promenaden - Söder Tull - Ljura - Hageby - Ringdansen - Kvarnberget |
| 3     | Vidablick - Resecentrum - Rådhuset - Söder Tull - Klockaretorpet                                               |

## Bussar
Östgötatrafiken bedriver omfattande busstrafik. Linjenätet indelas i tätortstrafik, landsbygdstrafik och expresstrafik.
Tätortstrafik finns i Finspång, Linköping, Mjölby, Motala, Norrköping, och Åtvidaberg. Till detta kommer stadsdelsbussen, som är en liten buss som rymmer cirka 8-10 personer. Stadsdelsbussen måste förbokas via telefon.

### Finspångs tätortstrafik
Tätortstrafiken i Finspång är uppbyggd av två tätortslinjer.
| Linje | Sträcka                                                         |
| 181   | Torstorp - Högby - Centrum - Östermalm - Viberga - Dunderbacken |
| 182   | Mellangrind - Centrum - Grosvad - Östermalm - Hårstorp          |

### Linköpings tätortstrafik

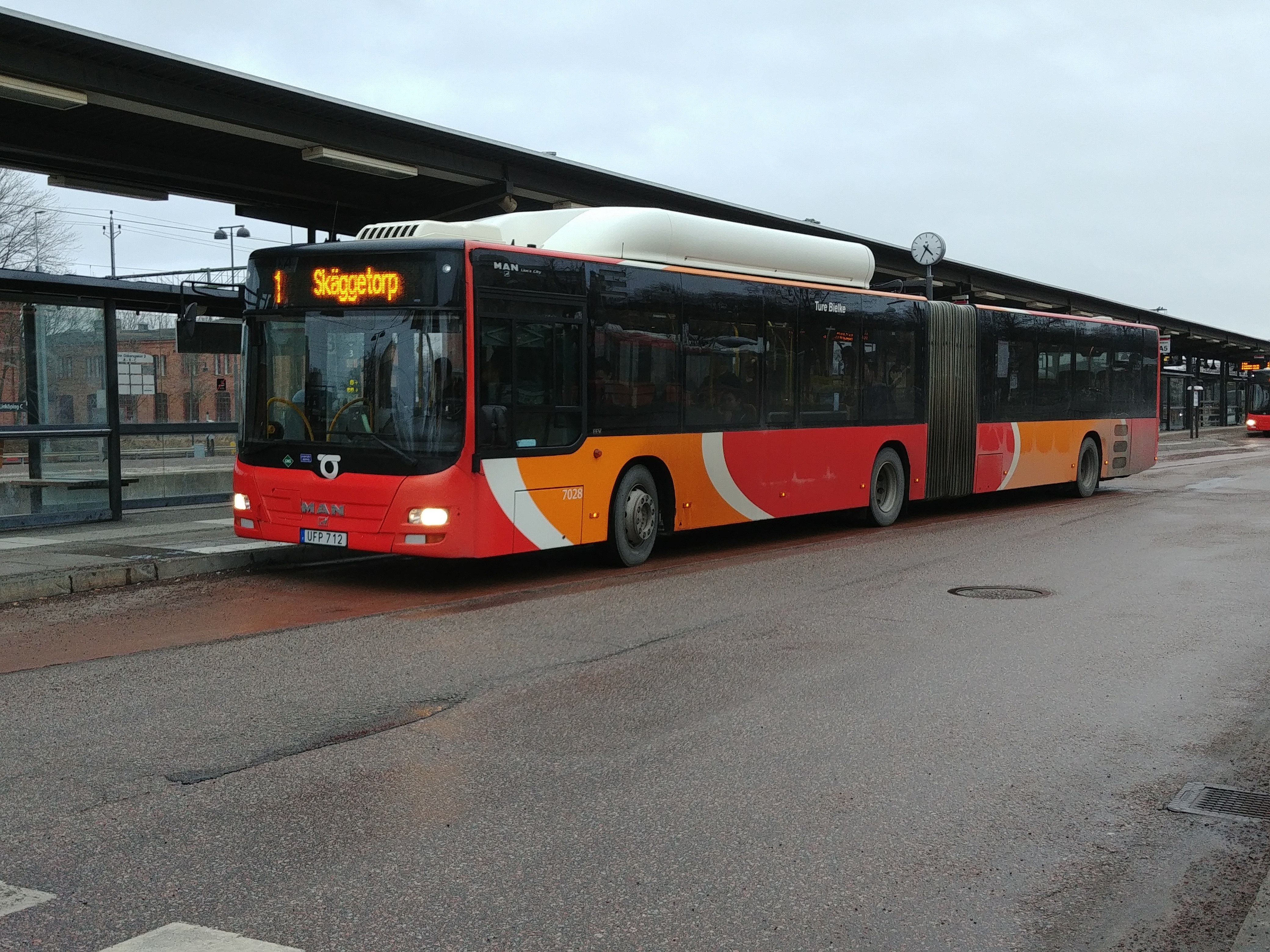
En av Östgötatrafikens bussar vid Linköpings Resecentrum 2019-03-09

Tätortstrafiken i Linköping bedrivs helt med busstrafik och består av 6 stomlinjer, 9 lokallinjer samt 4 pendlingslinjer. Utöver detta finns totalt 7 service-, företags- och skollinjer.

#### Stomlinjer
| Linje | Sträcka                                              |
| 1     | Skäggetorp - Resecentrum - Vidingsjö                 |
| 2     | Resecentrum - US - Lambohov                          |
| 3     | Resecentrum - Stora Torget - Ryd                     |
| 4     | Resecentrum - US - Vallastaden - Mjärdevi - Lambohov |
| 5     | Skäggetorp - Tornby - Resecentrum - Ekholmen         |
| 6     | Resecentrum - Stora Torget - Malmslätt               |

#### Lokallinjer
| Linje | Sträcka                                                                    |
| 10    | Sturefors - Harvestad - Resecentrum - Ekängen                              |
| 11    | Resecentrum - Tannefors - Johannelund                                      |
| 12    | Resecentrum - Universitetet - Mjärdevi - Lambohov                          |
| 13    | Tallboda - Resecentrum - Johannelund                                       |
| 14    | Gamla Linköping - Vasastaden - Resecentrum - Centrum - Ekholmen - Hjulsbro |
| 15    | Resecentrum - Centrum - Berga - Ullstämma                                  |
| 16    | Berga C - US - Resecentrum - Saab - Hackefors - Hjulsbro                   |
| 17    | Resecentrum - Centrum - US - Berga - Vidingsjö - Södra Ekholmen            |
| 18    | Resecentrum - US - Gamla Linköping                                         |

#### Pendlingslinjer
| Linje | Sträcka                                                                         |
| 20    | Resecentrum - Universitetet - Mjärdevi                                          |
| 21    | Resecentrum - Saab                                                              |
| 22    | Ekholmen - Hjulsbro - Ullstämma - Berga - Garnisonen - Universitetet - Mjärdevi |

#### Servicelinjer
| Linje | Sträcka                                                                                   |
| 26    | Resecentrum - Tornby - Skäggetorp - Ryd - Jägarvallen - Mjärdevi - Vallastaden - Lambohov |

#### Företags-/Skollinjer
| Linje | Sträcka                                                      |
| 232   | Resecentrum - Malmen                                         |
| 240   | Resecentrum - Länsstyrelsen (Folkungaskolan)                 |
| 241   | Jägarvallen - Länsstyrelsen - Resecentrum                    |
| 243   | Resecentrum - Anders Ljungstedts gymnasium - Linköping Arena |
| 249   | Lambohov - Vasavägen - Resecentrum                           |
| 250   | Ryd - Jägarvallen                                            |

### Mjölby tätortstrafik
Tätortstrafiken i Mjölby består av en linje (355) som trafikerar i begränsad omfattning måndag–fredag.

### Motala tätortstrafik
Tätortstrafiken i Motala är uppbyggd av fem linjer (301, 302, 303, 304 och 305). Det finns även en anropsstyrd stadslinje (312).
| Linje | Sträcka                                                                                     | Turtäthet         |
| 301   | Väster - Stora Torget - Motala Central - Västra Lund                                        | 30-minuterstrafik |
| 302   | Väster - Stora Torget - Motala Central - Verkstadstorget - Bråstorp                         | 30-minuterstrafik |
| 303   | Dysätter - Storgatan - Stora Torget - Motala Central - Brinken - Charlottenborg             | 30-minuterstrafik |
| 304   | Ekenäs - Charlottenborg - Brinken - Motala Central - Stora Torget - Lasarettet - Torvmossen | 30-minuterstrafik |
| 305   | Bråstorp - Lasarettet - Stora Torget - Motala Central - Ekenäs                              | 30-minuterstrafik |
| 312   | Anropsstyrd trafik: Centrum - Verkstadsön                                                   |                   |

### Norrköpings tätortstrafik
Stommen i Norrköpings tätortstrafik är stadens spårvagnar. Dessa kompletteras med 10 busslinjer.

#### Spårvägslinjer
| Linje | Sträcka                                                          | Turtäthet         |
| 2     | Fridvalla - Resecentrum - Söder Tull - Ljura - Hageby - Navestad | 10-minuterstrafik |
| 3     | Vidablick - Resecentrum - Söder tull - Klockaretorpet            | 10-minuterstrafik |

#### Ordinarie stadsbusslinjer
| Linje | Sträcka                                                                         | Turtäthet                   |
| 10    | Åby - Resecentrum- Söder Tull - Vrinnevisjukhuset                               | 10-30 minuterstrafik        |
| 11    | Himmelstalund - Skarphagen - Söder Tull - Vilbergen - Vrinnevisjukhuset         | 15-30 minuterstrafik        |
| 12    | Åby - Jursla - Ingelsta - Resecentrum - Söder Tull - Lindö                      | 15-30 minuterstrafik        |
| 13    | Herstaberg - Ingelsta - Resecentrum - Söder Tull - Smedby - Rambodal - Navestad | 15-30 minuterstrafik        |
| 21    | Resecentrum - Skvallertorget - Väster Tull - Söder Tull                         | 30 minuterstrafik           |
| 129   | Anropsstyrd trafik Ringdansen - Åselstad                                        | Några enstaka turer per dag |
| 141   | Skollinje Resecentrum - Söder Tull - Himmelstalund                              | Några enstaka turer per dag |

#### Anropsstyrda stadsdelsbussar
| Linje | Sträcka                               | Turtäthet |
| 190   | Haga - Eneby - Sandbyhov (Läs mer)    | Vid behov |
| 191   | Vilbergen - Ektorp - Hageby (Läs mer) | Vid behov |

### Åtvidabergs tätortstrafik
Tätortstrafiken i Åtvidaberg består av en linje.
| Linje | Sträcka                                      |
| 287   | Eksätter - Resecentrum - Centrum - Östantorp |

### Landsbygdstrafiken
| Linje | Sträcka                                                    |
| ----- | ---------------------------------------------------------- |
| 410   | Norrköping - Svärtinge - Finspång                          |
| 412   | Norrköping - Svärtinge                                     |
| 420   | Norrköping - Strömsfors - Krokek - Kolmården               |
| 421   | Åby - Krokek                                               |
| 429   | Norrköping - Händelö - Braviken                            |
| 440   | Norrköping - Ljunga - Östra Husby - Arkösund               |
| 444   | Norrköping - Ljunga - Djurön                               |
| 450   | Norrköping - Söderköping                                   |
| 460   | Norrköping - Söderköping - Ringarum - Gusum - Valdemarsvik |
| 470   | Norrköping - Västra Husby - Östra Ryd                      |
| 480   | Skärblacka - Kimstad - Norrköping                          |
| 482   | Norrköping - Vij - Skärblacka - Vånga - Slagget            |
| 484   | Kimstad - Norsholm                                         |
| 486   | Norrköping - Eksund                                        |

## Båtar
Östgötatrafiken ansvarar för båtar som går i skärgården. Följande linjer finns:
Valdemarsviks kommun
- 775  Fyrudden-Breviksnäs-Gryts skärgård, södra
- 776  Fyrudden-Getterö-Gryts skärgård, norra

Söderköpings kommun
- 777  Lergraven-Kallsö-Tyrislöt-Missjö

Norrköpings/Söderköpings kommun
- 781  Arkösund-Aspöja-Birkö

Utöver dessa finns den privata Skärgårdslinjen.